# FC Girondins de Bordeaux
FC Girondins de Bordeaux (Football Club des Girondins de Bordeaux) je francouzský fotbalový klub hrající Championnat National 2 (4.liga). Byl založen roku 1881. Hřištěm klubu je Nouveau stade de Bordeaux s kapacitou 42 115 diváků. Dne 26.července 2024 klub oznámil bankrot a konec klubu i svých mládežnických akademií. 

## Historie
Sportovní celek Girondins de Bordeaux byl založen 1. října 1881. V roce 1910 byl představen fotbal, o sezónu později se fotbal v klubu zrušil, aby se definitivně navrátil roku 1919. Další roky docházelo ke spojování různorodých menších klubů, z nichž Argus Sport vnesl do týmu dnes tradiční tmavě modré dresy spolu s bílým "V". Roku 1920 sehrál Bordeaux první zápas s týmem Section Burdigalienne, který prohrál vysoko 0–12.
Roku 1937 se Bordeaux staly profesionálním týmem, o dva měsíce později, přesněji 23. května, slavili vítězství ve třetí lize. Klub se tedy mohl účastnit druhé nejvyšší soutěže v ročníku 1937/38. Klub se roku 1940 spojil s AS Port, celkem hasičů z přístavní části Bordeaux. I díky spojení a novým hráčům zvedlo Bordeaux v roce 1941 trofej v domácím poháru. Následovala 2. světová válka.
Po osvobození Francie se Bordeaux ocitlo ve druhé lize, hned první sezónu ale vybojovalo postup o patro výše. Ačkoli nováčci, opanovali během ročníku 1949/50 domácí ligu. V této éře se Bordeaux spoléhalo na kvalitní defenzívu a nebezpečné protiútoky. Za hlavní hvězdy týmu lze považovat Johannese Lambertuse de Hardera (celkem 43 gólů) z Nizozemska a Edouarda Kargu, který byl francouzsko-polského původu. Ten strávil v Bordeaux 11 let (1945 až 1956) a vstřelil 105 branek za 208 zápasů.
Nejúspěšnějším obdobím byla 80. léta, kdy klub 3x vyhrál francouzskou ligu a v roce 1985 hrál semifinále Poháru mistrů. Tehdy v týmu hrály hvězdy Alain Giresse, Bernard Lacombe a Jean Tigana.
Další úspěch na evropské scéně přišel v roce 1996, kdy tým hrál finále Poháru UEFA, když ve čtvrtfinále vyřadil silný AC Milán a v semifinále Slavii Praha. Oporami týmu byli Zinédine Zidane, Christophe Dugarry, Bixente Lizarazu a Richard Witschge.
Dne 26.července 2024 klub oznámil bankrot a konec klubu i svých mládežnických akademií

## Získané trofeje

### Vyhrané domácí soutěže
- 1. francouzská liga ( 6× )

(1949/50, 1983/84, 1984/85, 1986/87, 1998/99, 2008/09)
- Francouzský fotbalový pohár ( 4× )

(1941, 1986, 1987, 2013)
- Ligový pohár ( 3× )

(2002, 2007, 2009)
- Francouzský superpohár ( 3× )

(1986, 2008, 2009)

### Vyhrané mezinárodní soutěže
- finalista Poháru UEFA (1995/96)
- semifinalista PMEZ (1984/85)
- čtvrtfinalista Ligy mistrů UEFA (2009/10)

## Významní hráči
- Alain Giresse (1970–1986)
- Bernard Lacombe (1979–1987)
- Jean Tigana (1981–1989)
- Eric Cantona
- Raymond Domenech
- Christophe Dugarry
- Yoann Gourcuff
- Jean-Pierre Papin
- Pauleta
- Jaroslav Plašil
- Vladimír Šmicer
- Zinédine Zidane (1992–1996)

## Česká stopa
V Bordeaux dosud působili dva čeští fotbalisté. Prvním byl v letech 2005–2007 Vladimír Šmicer, který sem přestoupil po ukončení svého úspěšného působení v Liverpool FC. Později dres klubu oblékal Jaroslav Plašil, který svého času nosil kapitánskou pásku.